# مهرجان فلسطين الدولي
'مهرجان فلسطين الدولي'( 1993-)، أحد أهم المهرجانات السنوية الفلسطينية التي تقام داخل الأراضي الفلسطينية، والذي ينظم من قبل مركز الفن الشعبي وتمتد فعالياته على أكثر من مدينة فلسطينية منها رام الله والقدس وبيت لحم ونابلس وجنين والناصرة، وتشارك فيه كثير من الفرق الشعبية والفنية العالمية والعربية والفلسطينية، التي تختص بالغناء والرقص والطرب الموسيقي، وتمثل ثقافات مختلفة .يتواصل المهرجان على مدار عشرة ايام ويعقد في بداية شهر تموز من كل عام.

## هدف المهرجان
- يساهم في تشجيع وإلهام الإنتاج الإبداعي للفنانين والمبدعين الفلسطينيين، خاصة الفرق الفنية المحلية.
- مشاركة الجمهور الفلسطيني ومشاهدتهم لاهم الاعمال الفنية الحديثة من قبل الفرق الغنائية والاستعراضية.
- دعم الفرق الفنية المشاركة.
- كسر العزلة الثقافية التي يعيشها الجمهور الفلسطيني
- يشكل المهرجان احد دعائم التضامن والصمود للشعب الفلسطيني.[2]

## الفنانين والفرق المشاركة بالمهرجان:
استضاف المهرجان العشرات من فرق الرقص والموسيقى العالمية من دول مختلفة كإسبانيا، وإيطاليا، واليونان، وتشيلي، ومصر، والأردن، وفرنسا، والمغرب، وتونس، والجزائر، والعراق، وبريطانيا، وتركيا؛ كما استضاف العشرات من فرق الرقص، والموسيقى والغناء المحلية، مسهماً بانتشارها وتطورها.
- فرقة نار الأناضول، وستومب، وفرقة بافوتشي، وماي دريم، ورذم أوف ذا دانس، جل جلاله، وفرقة وسط البلد وطارق الناصر.
- الهام المدفعي، ولطفي بشناق، صابر الرباعي، والشب فضيل، وأحلام، ومحمد فؤاد، ورشيد طه، وسعاد ماسي، ومريم صالح وطارق الناصر.

## العقبات ومشاكل المهرجان
تتأثر المهرجانات الفنية بفلسطين بالأحداث السياسية الجارية منها:
- ألغي المهرجان أكثر من مرة حدادًا على ضحايا المجازر الإسرائيلية في قطاع غزة والضفة الغربية.
- عدم السماح للفرق المشاركة بالدخول الى الاراضي الفلسطينية من قبل قوات الاحتلال عن طريق عدم منحهم تصاريح دخول.